# Lennart Larsson (Fußballspieler)
Lennart Larsson (* 9. Juli 1953 in Stockholm) ist ein ehemaliger schwedischer Fußballspieler.

## Laufbahn
Larsson kam von Hässleholms IF zu Halmstads BK, mit dem er 1976 schwedischer Meister wurde. Nach Ende der Spielzeit 1977 wechselte er für eine Ablösesumme von 400.000 D-Mark im Dezember zum FC Schalke 04 in die Bundesliga. Dort sollte er in die Fußstapfen von Branko Oblak treten, der zum FC Bayern München gewechselte war. Nach anfänglicher Euphorie konnte er jedoch in Deutschland nicht überzeugen und kehrte im Sommer 1979 zu Halmstads BK zurück und konnte seinen zweiten Meistertitel mit dem Klub erringen. 
Larsson war zwischen 1976 und 1981 schwedischer Nationalspieler. Er bestritt 26 Länderspiele und gehörte zum Kader bei der Weltmeisterschaft 1978.
In den 2010er Jahren war er in der Werbung tätig und verkaufte Busreklame in Halmstad, wo er noch oft die Spiele seines ehemaligen Klubs besuchte.

## Erfolge
- Schwedischer Meister: 1976, 1979

## Nachweise
1. 1 2  Nostalgi. Beundrandsvärda och kända idrottspersoner genom alla tider från Halmstad med omnejd A-Ö, Sverige Svenskafans.com

| Personendaten    | Personendaten               |
| ---------------- | --------------------------- |
| NAME             | Larsson, Lennart            |
| KURZBESCHREIBUNG | schwedischer Fußballspieler |
| GEBURTSDATUM     | 9. Juli 1953                |
| GEBURTSORT       | Stockholm, Schweden         |